# Vilske-Kleva kyrka
Vilske-Kleva kyrka är en kyrkobyggnad som tillhör Floby församling (före 2006 Vilske-Kleva församling) i Skara stift. Den ligger högt uppe på Mösseberg i samhället Vilske-Kleva i den nordvästra delen av Falköpings kommun. 

## Kyrkobyggnaden
Första kyrkan på platsen var troligen en träkyrka som uppfördes på 1000-talet. Nuvarande stenkyrka i romansk stil uppfördes under 1100-talet. Från början bestod den av långhus med ett smalare absidkor i öster och en triumfbåge mellan långhus och kor. Redan under medeltiden förlängdes långhuset åt väster. Sakristian vid korets norra sida tillkom också under medeltiden. Kalkmålningar utfördes i två omgångar. Äldsta målningarna med svarta streck och linjer är från omkring år 1300. Andra omgången målningar tillkom under senare delen av 1400-talet eller omkring år 1500. Dessa tillskrivs mäster Amunds skola. 1774 genomgick kyrkan en kraftig ombyggnad då kyrktornet och orgelläktaren uppfördes. Troligen var det på 1700-talet som kyrkans fönster förstorades. På grund av rasrisk lät man 1824 avlägsna långhusets medeltida takvalv. Kryssvalvet ovanför koret behölls dock. 1915 - 1916 byggdes ett nytt innertak av trä. En restaurering genomfördes 1938 efter förslag av arkitekt Adolf Niklasson. De medeltida kalkmålningarna togs då fram och ett igenmurat absidfönster togs upp. 1964 sattes en medeltida järnbeklädd dörr in i södra ingången. Dörren har en dragring utformad som drakar och satt tidigare i norra ingången.

## Inventarier
- Dopfunten av kalksten är av medeltida ursprung och har en enkel utformning utan dekorationer. Till funten hör ett dopfat av mässing.
- Den förgyllda predikstolen är byggd åren 1690 - 1692 av Nils Persson i Sjögerås.
- Äldsta altartavlan är skänkt 1692 av Axel Leijonhufvud i Sjögerås. Dess motiv är: Kristus på korset. Numera är tavlan placerad ovanför predikstolen.
- Gamla altartavlan är en oljemålning utförd 1899 av Sven Linderoth i Stockholm. Dess motiv är: Kristus i Getsemane. Vid en restaurering flyttades tavlan till långhusväggen och ersattes av ett altarskåp.
- Altarskåpet är utfört av konstnären Simon Sörman och kom till kyrkan 1942.
- Storklockan är senmedeltida och saknar inskrift, men har två små figurristningar: ett snedställt hjulkors och en ljusstake.[1]

### Orgel
- Orgeln på läktaren i väster tillverkades 1926 av A. Magnusson Orgelbyggeri AB. Den har elva stämmor fördelade på två manualer och pedal.[2]

## Bilder

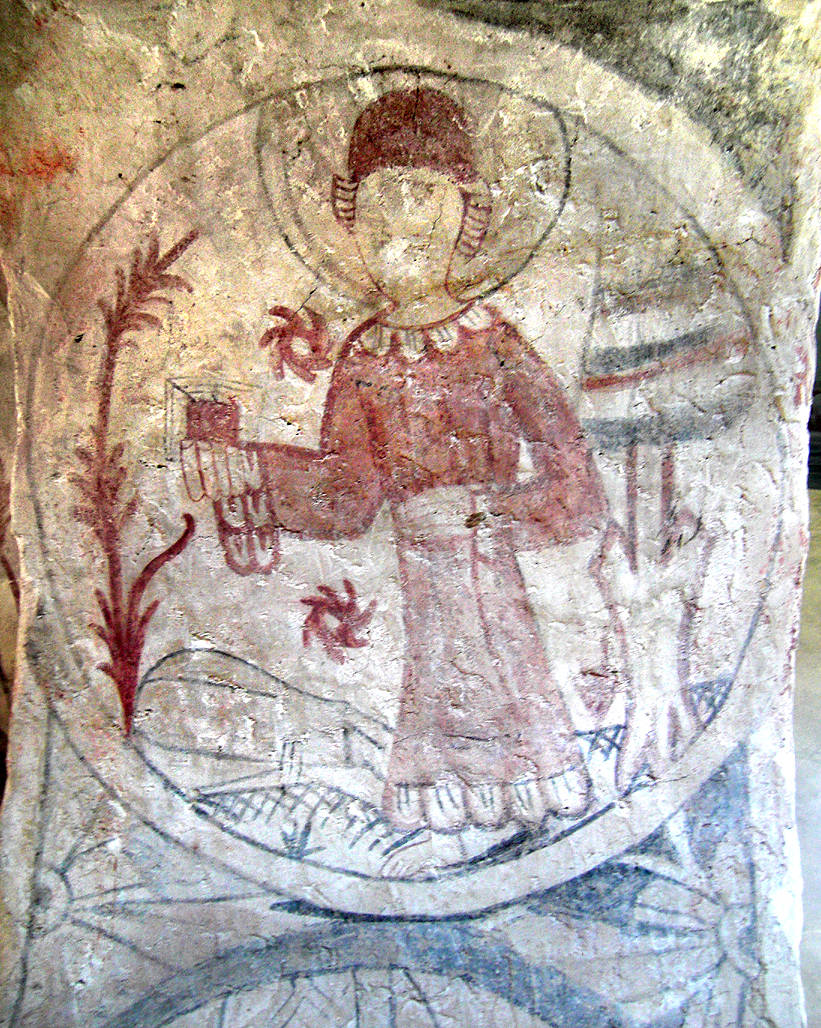
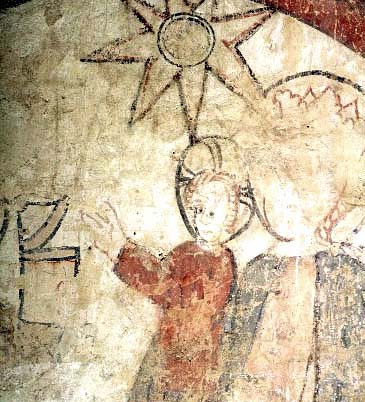
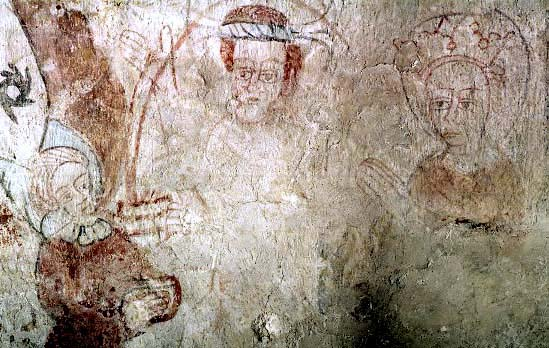
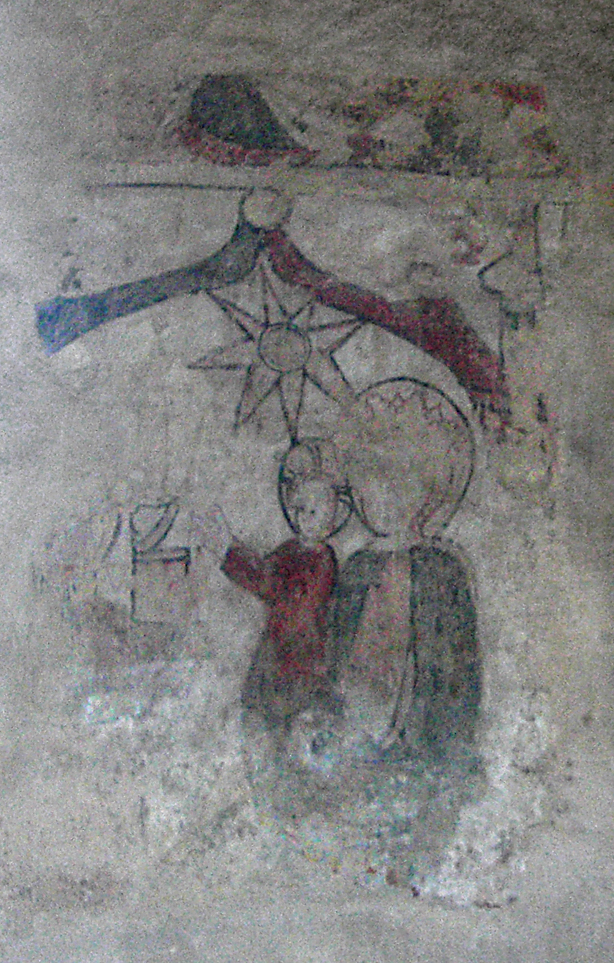
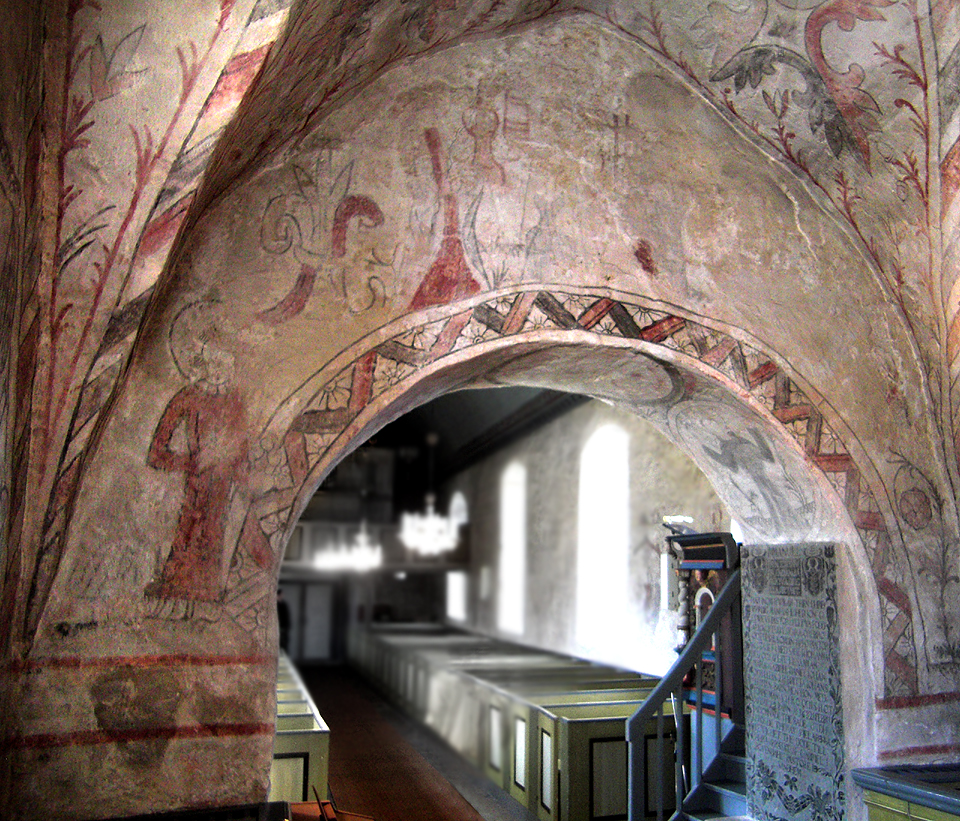
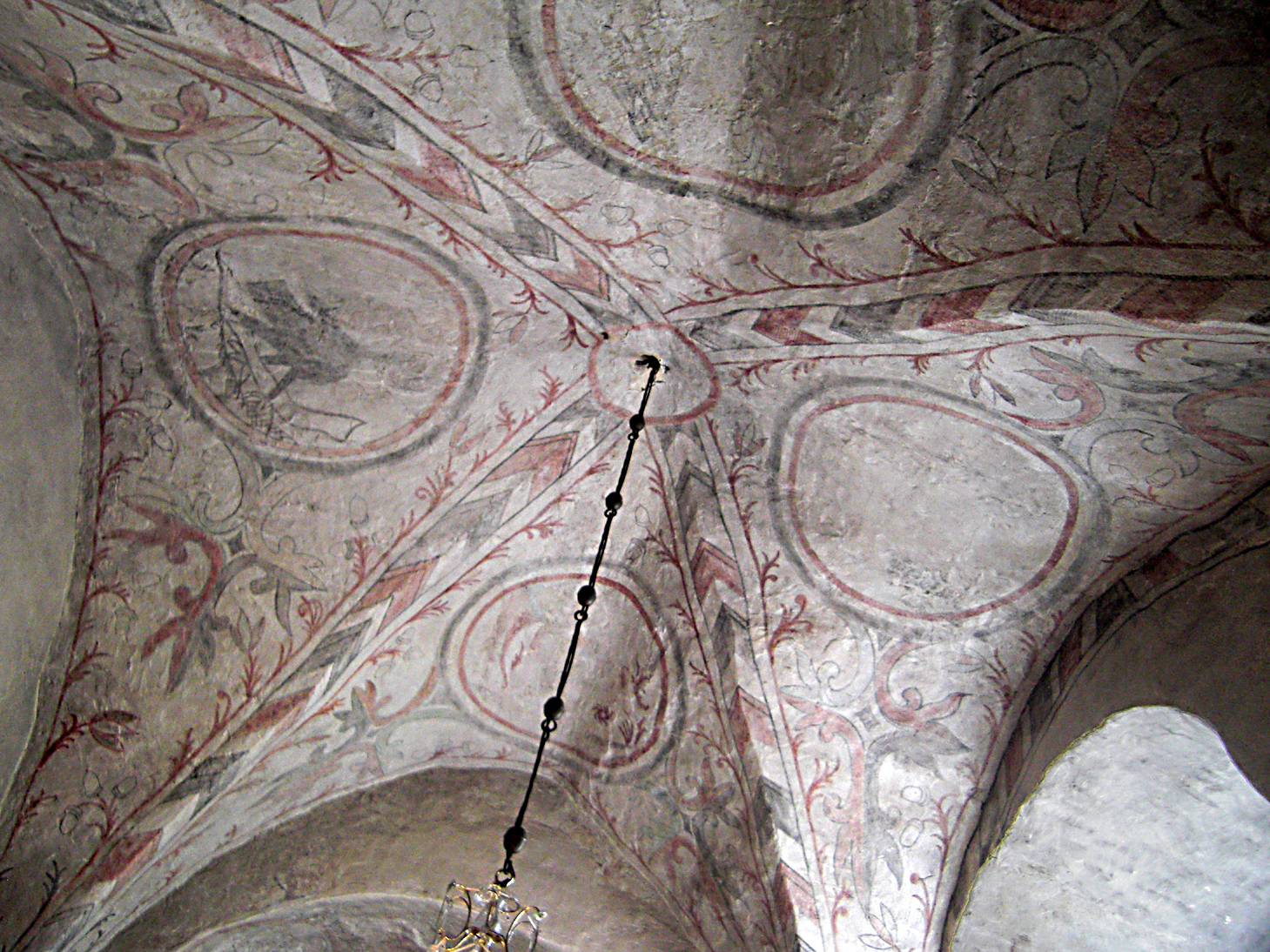
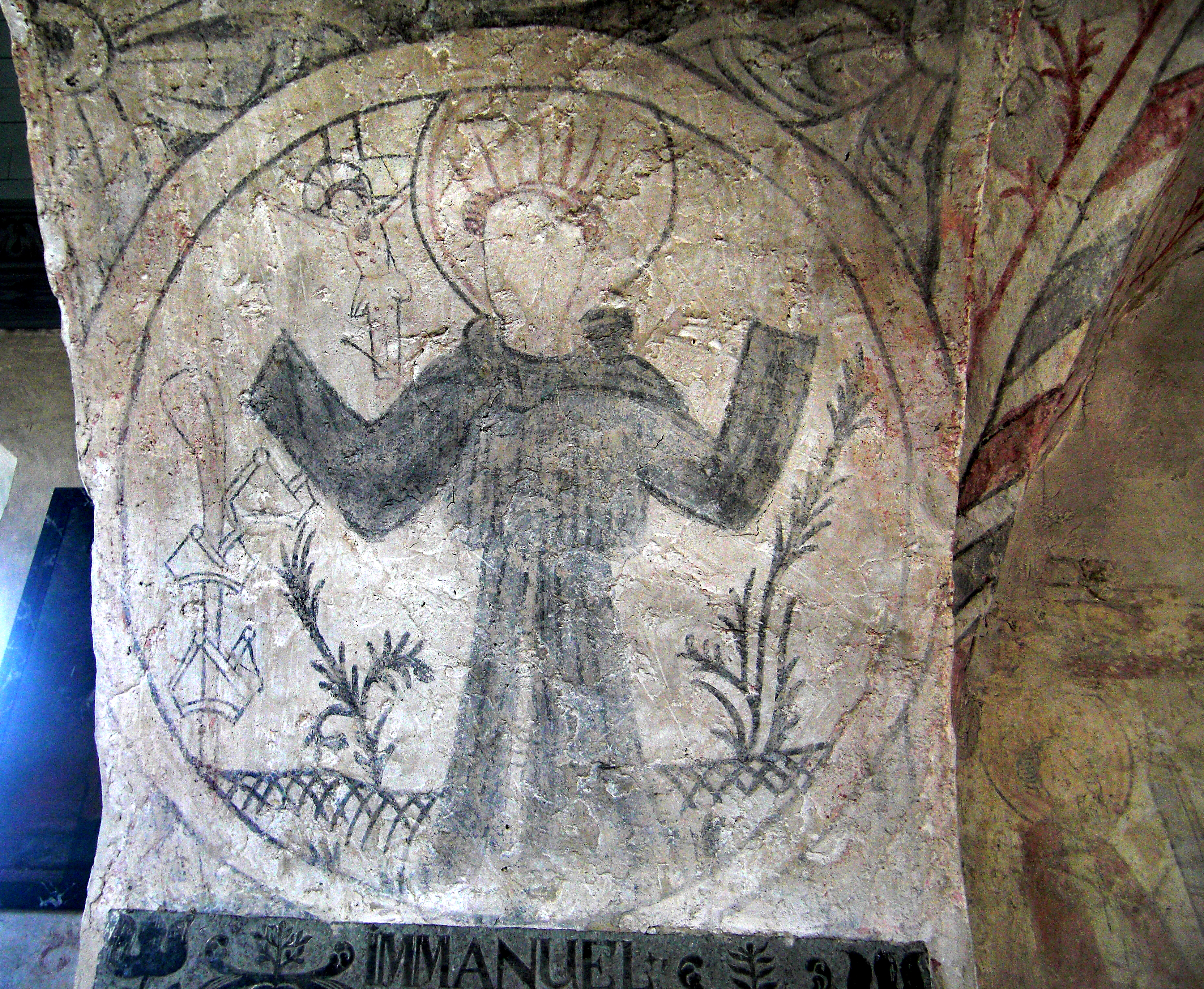
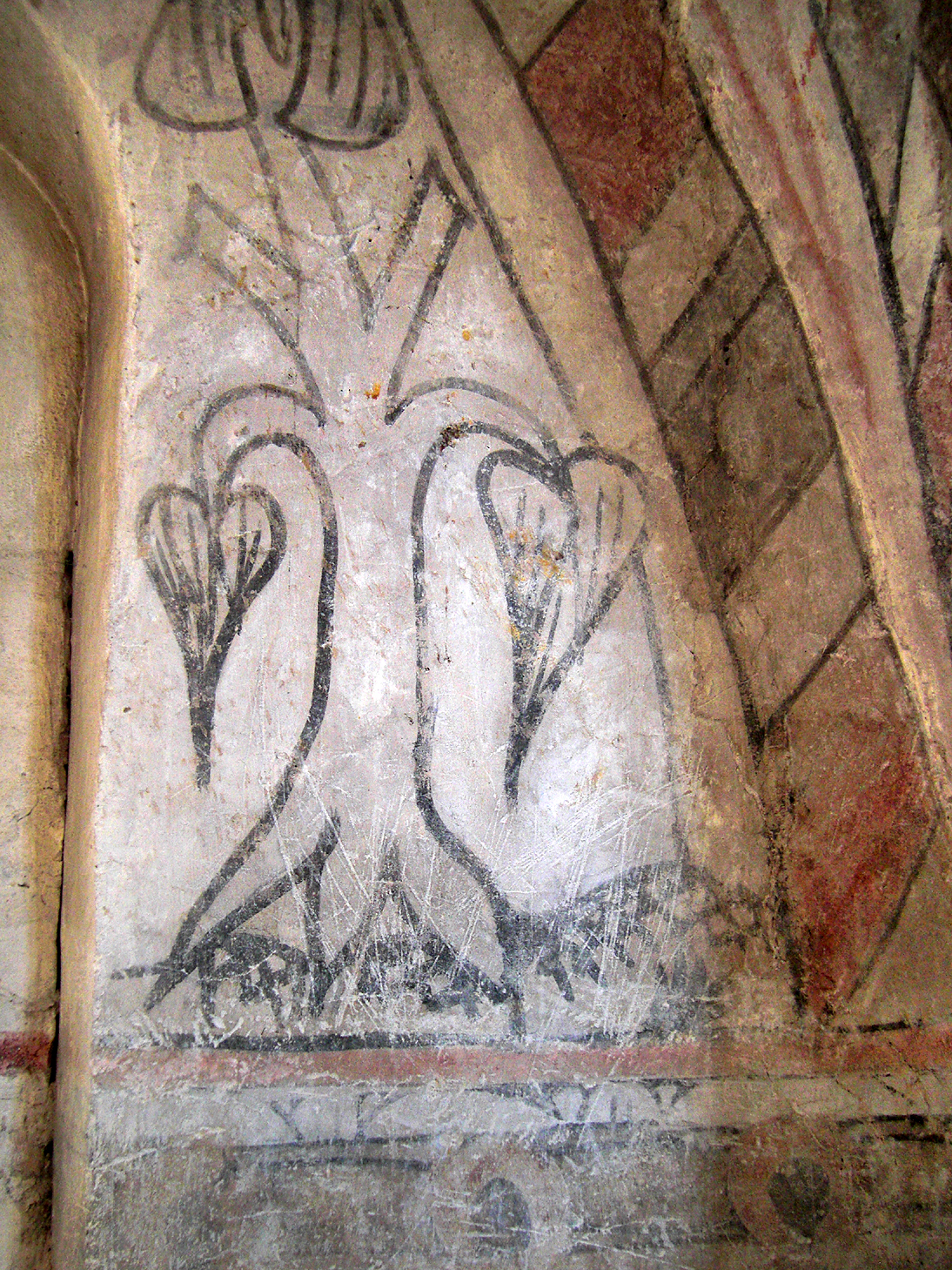
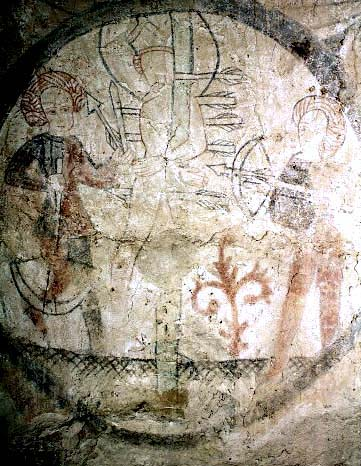